# Schoudergordel
De schoudergordel of cingulum pectorale is de groep botten die de bovenste ledematen verbindt met de rest van het skelet. De schoudergordel bestaat uit maximaal zes botten, drie ter linker- en drie ter rechterzijde van de ribbenkast: het sleutelbeen, het schouderblad en het ravenbekbot. Een met het schouderblad vergroeid ravenbekbot, zoals bij de mens, heet het ravenbekuitsteeksel.
Sommige zoogdiersoorten, bijvoorbeeld honden en paarden, hebben uitsluitend een schouderblad dat zonder gewricht met de ribbenkast is verbonden door spieren.

## Bij de mens
De schoudergordel (Latijn: cingulum pectorale) van de mens bestaat uit de sleutelbeenderen (lat.: clavicula) en de schouderbladen (lat.: scapula). De schoudergordel is via het gewricht tussen het sleutelbeen en het borstbeen (lat.: sternum), het borstbeen-sleutelbeengewricht (lat.: articulus sternoclavicularis), verbonden met de borstkas (lat. thorax).
In het borstbeen-sleutelbeengewricht, kan om drie assen worden bewogen, waardoor de bewegingsmogelijkheden van de bovenarm sterk worden vergroot. Bewegingen van de arm in de schouder gaan dan ook vrijwel altijd gepaard met bewegingen in de schoudergordel.
De articulatio acromioclavicularis (lat.: articulus acromioclavicularis), de verbinding tussen het sleutelbeen en het dak van het schouderblad (lat.: acromion), is een strak gewricht en heet ook wel het acromioclaviculaire gewricht, afgekort tot 'AC-gewricht'.
Functioneel gezien behoort ook de cervicothoracale wervelkolom (de overgang tussen nek- en borstwervelkolom) en de aangrenzende ribben tot de schoudergordel. De bewegingen van de bovenarm gaan immers gepaard met een beweging van deze structuren.
schedel · wervelkolom · borstkas · borstbeen · schoudergordel · arm · bekkengordel · been

bot · gewricht · botten van de mens